# 8432 Tamakasuga
8432 Tamakasuga eller 1997 YD18 är en asteroid i huvudbältet som upptäcktes den 27 december 1997 av den japanska astronomen Akimasa Nakamura vid Kuma Kogen-observatoriet. Den är uppkallad efter sumobrottaren Tamakasuga Ryōji.
Asteroiden har en diameter på ungefär 11 kilometer och den tillhör asteroidgruppen Themis.